# Гвасталла
Гваста́лла (итал. Guastalla, эмил.-ром. Guastâla, местн. Guastàla, лат. Guastalla, Vastalla, Wardastalla) — город в Италии, в провинции Реджо-нель-Эмилия области Эмилия-Романья.
Население составляет 14 600 человек (на 2005 год), плотность населения — 268 чел./км². Занимает площадь 52,5 км². Почтовый индекс — 42016. Телефонный код — 0522.
Покровительницей коммуны почитается святая Екатерина Александрийская, празднование 25 ноября.

## Историческая справка
Гвасталла — исторический город. Впервые упоминается под 864 годом. С 1406 по 1539 годы гвастальцами правило семейство Торелли. В XVII—XVIII веках — владение мантуанского дома Гонзага. При них в Гвасталле жили и работали такие мастера, как Гверчино и Торквато Тассо.
В преддверии Войны за мантуанское наследство (1621 год) император Священной Римской империи возвёл верного себе графа Гвастальского, Ферранте II Гонзага, в сан герцога. Предполагалось, что после смерти своего кузена Винченцо II он унаследует прилегающее к Гвасталле герцогство Мантуанское, однако по итогам войны на престол Мантуи взошёл французский ставленник — Шарль де Невер.
Раздельное существование Мантуи и Гвасталлы продолжалось до смерти Ферранте III Гвасталльского в 1678 году, но и после того Гвасталла сохраняла видимость политической независимости в составе владений дома Гонзага. В 1689—1690 годах Гвасталлу разорили испанцы, разобрав при этом все оборонительные сооружения; город и окрестности вновь пострадали в ходе Войны за испанское наследство.
В 1729 году герцог Антонио Фернандо погиб от случайного пожара; его наследник Винченцо продал Гвасталлу сардинскому правителю Карлу Эммануилу III. Во время Войны за польское наследство Гвасталла вновь переходила из рук в руки. 19 сентября 1734 года в её окрестностях произошло одно из основных сражений этой войны.
После смерти последнего Гонзага (1746) права на герцогство заявили Габсбурги. По Ахенскому миру (1748) город был присоединён к Пармскому герцогству.
Гвастальское герцогство (в пределы которого в лучшие годы входили княжество Боццоло и герцогство Саббьонета) было подарено Наполеоном его сестре Полине, а после смерти императрицы Марии-Луизы (1847) перешло под управление герцога Моденского из рода Габсбургов. В ходе Рисорджименто (1860) Гвасталла прекратила самостоятельное политическое существование.

## Достопримечательности
- Дворец герцогов Гонзага (1567).
- Соборная церковь (Франческо ди Нери да Вольтерра)
- Раннероманские церкви св. Петра и св. Георгия.
- Библиотека Мальдотти.
- Бронзовый памятник первому герцогу Гвастальскому.
- Театр Руджери (1671).